# Volkswagen 181
 (février 2014).
Si vous disposez d'ouvrages ou d'articles de référence ou si vous connaissez des sites web de qualité traitant du thème abordé ici, merci de compléter l'article en donnant les références utiles à sa vérifiabilité et en les liant à la section « Notes et références ».
La Volkswagen 181 est une automobile produite par le constructeur Volkswagen entre 1968 et 1983. Il s'agit en fait d'un dérivé utilitaire de la célèbre Volkswagen Coccinelle conçu à la demande de l'armée qui désirait un véhicule léger, robuste, fiable et économique. Son design est inspiré de celui du Kübelwagen, la jeep allemande de la Seconde Guerre mondiale.
La transmission était dotée de deux demi pont-portiques avec réducteurs qui permettaient meilleurs couple, propulsion, garde au sol et charge de transport  à bas régime. Ces réducteurs seront supprimés dès 1973 car inutiles en version civile. En effet, Volkswagen visait initialement une clientèle rurale et champêtre, mais la majeure partie de la clientèle fut les jeunes ayant besoin de s'évader. Le véhicule n'eut pas le succès escompté auprès du grand public, bien que sa production fut maintenue pendant seize ans. Néanmoins, le regain d'intérêt pour ce véhicule depuis les années 2000 a permis au 181 de se faire une place à part entière dans l'automobile de collection.

## Galerie

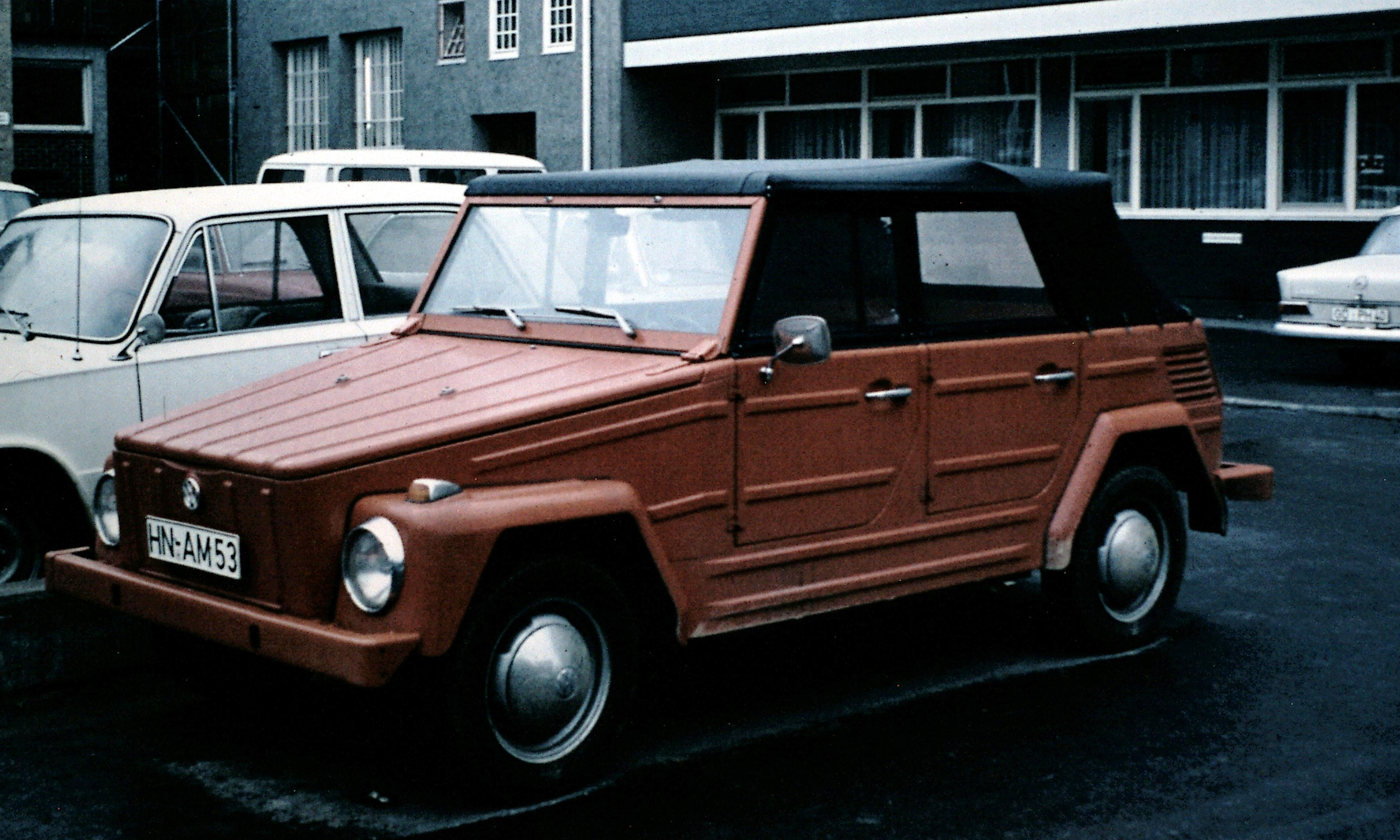
Un 181 civil.
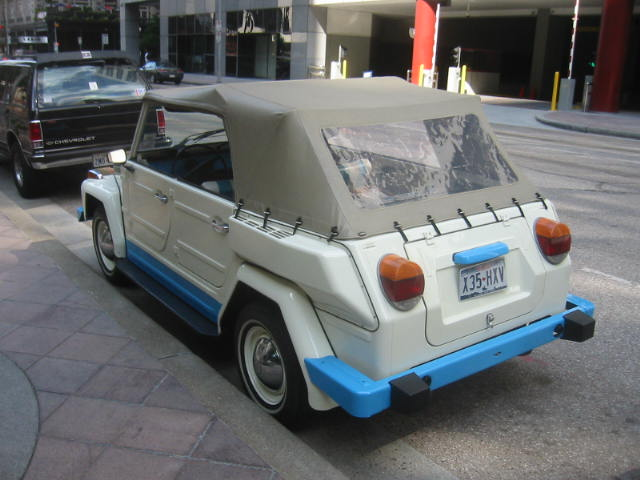
Un 181 de derrière.
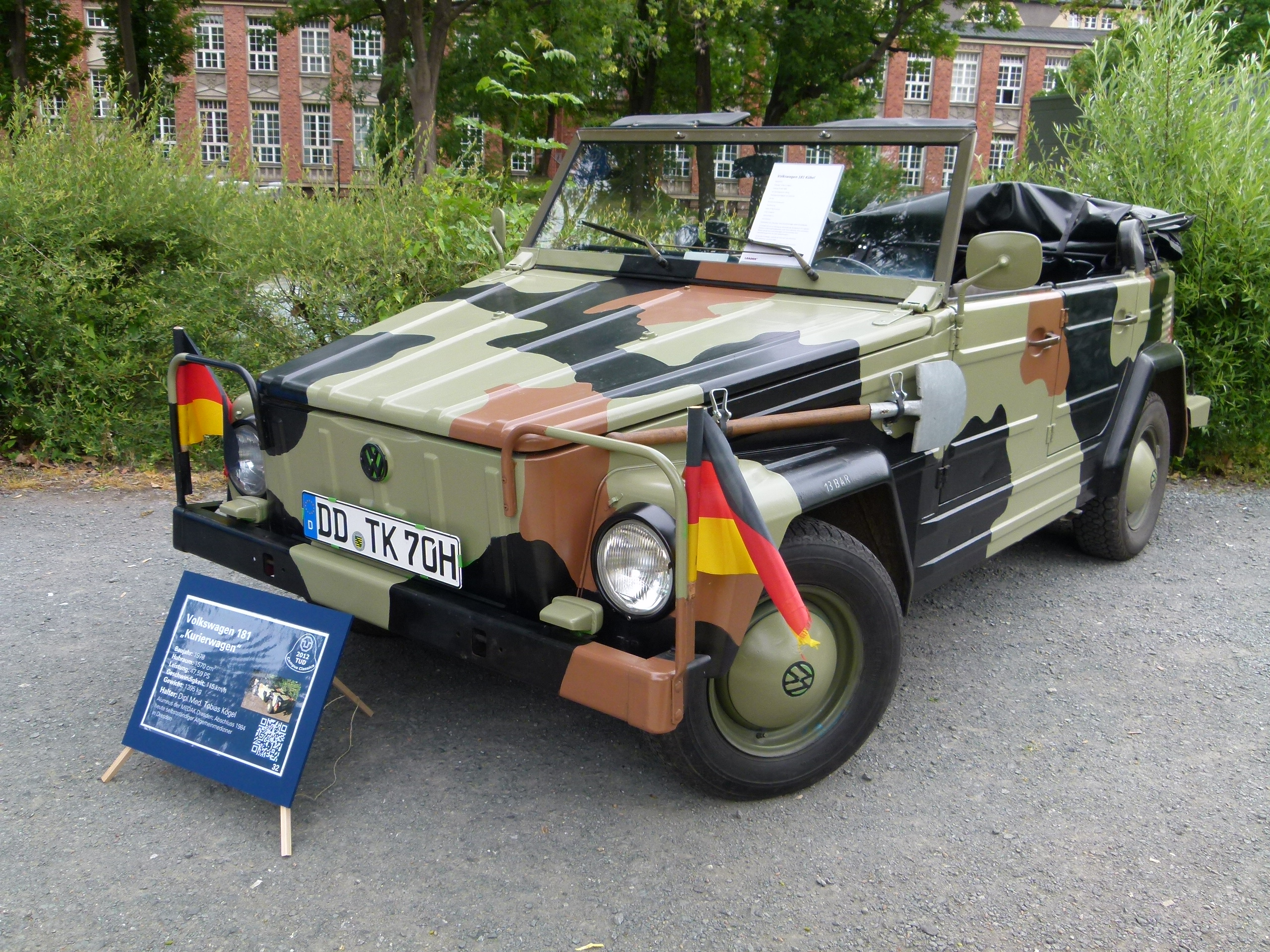
Un 181 de l'armée allemande.